# Municipio de Walker (condado de Juniata)
El municipio de Walker (en inglés: Walker Township) es un municipio ubicado en el condado de Juniata en el estado estadounidense de Pensilvania. En el año 2000 tenía una población de 2.598 habitantes y una densidad poblacional de 34.6 personas por km².

## Geografía
El municipio de Walker se encuentra ubicado en las coordenadas 40°33′00″N 77°22′35″O / 40.55000, -77.37639.

## Demografía
Según la Oficina del Censo en 2000 los ingresos medios por hogar en la localidad eran de $37,639 y los ingresos medios por familia eran de $41,351. Los hombres tenían unos ingresos medios de $27,047 frente a los $22,070 para las mujeres. La renta per cápita de la localidad era de $16,118. Alrededor del 9,6% de la población estaba por debajo del umbral de pobreza.